# Тепловий потік Землі
Тепловий потік Землі є найважливішим енергетичним джерелом геологічних процесів. Густина теплового потоку Землі залежить від теплофізичних властивостей геологічного середовища і тісно пов'язана з тектонічною будовою реґіонів, а також вулканічною і гідротермальною діяльністю, радіогенною теплогенерацією.  
Густина теплового потоку Землі тісно пов’язана з тектонічною будовою Землі. Для кристалічних щитів характерні малі значення теплового потоку (до 0,04 Вт/м2), для платформ – середні (0,05-0,06 Вт/м2), для тектонічно активних областей (серединно-океанічних хребтів, рифтів, областей сучасного орогенезу) – спостерігається підвищення густини теплового потоку до 0,07-0,1 Вт/м2.